# Luca Bestetti
Luca Bestetti (10 tháng 10 năm 1964), thường được gọi là LBM, là một họa sĩ, nhà điêu khắc, kiến trúc sư, Ý đương đại. 
Trước khi cống hiến hết mình cho "nghệ thuật chuyển động" của mình, trong nhiều năm, anh ấy đã tạo ra các tác phẩm điêu khắc từ các bộ phận của máy móc, ván trượt và xe máy, (anh ấy yêu ô tô, xe máy và thế giới đua xe).

## Tiểu sử
Luca Bestetti sinh ra ở Milano, con trai của nhà biên tập nổi tiếng Carlo Bestetti. Bestetti từ lâu đã là học trò duy nhất của họa sĩ Giorgio De Chirico. Ông học tại "Accademia del fumetto" của Milan, nơi ông tốt nghiệp năm 1979. Trong năm 1980 Bestetti trở thành người mẫu của Giorgio Armani. Sau khi trở thành một trong những người trượt ván châu Âu tốt nhất, ông chuyển đến Los Angeles, nơi ông đã tinh chế rattle và nghệ thuật đường phố của mình. Năm 1999, anh trở thành ca sĩ chính và là chủ nhân của ban nhạc rock tân vị lai Rockets. với tên sân khấu LBM. Năm 1992, anh kết hôn với nữ diễn viên người Mỹ Randi Ingerman, người xuất hiện cùng anh trong video âm nhạc "Do not Stop" năm 2003, anh ly hôn năm 2005. Anh cũng đã từng tham gia nhiều năm với nữ diễn viên người Mỹ Angie Everhart và một số người trên toàn thế giới Các mô hình hàng đầu cũng như với Hoa hậu Hoàn vũ Lucia Senasiova.
Sau khi Bestetti rời khỏi ban nhạc rockets vào năm 2005, anh trở lại để vẽ và xây dựng những chiếc xe máy nghệ thuật đặc biệt cho những nghiên cứu điêu khắc của anh về chuyển động. Ông đã trình diễn họa phẩm solo đầu tiên của mình vào năm 2013, năm 2016 ông cũng là một thành viên của nhóm New York cho thấy có các nghệ sĩ như Bettina Werner.
Tác phẩm của ông được đặc trưng bởi sơn dầu trên vải, giấy, và các chủ đề động cơ máy cơ khí.